# Symphlebia foliosa
Symphlebia foliosa là một loài bướm đêm thuộc phân họ Arctiinae, họ Erebidae.